# Кривой переулок (Зарядье)
Кривой переулок — переулок в центре Москвы в районе Зарядье, существовавший до середины 1960-х годов между улицей Варваркой и Мокринским переулком.

## Происхождение названия
Назван в XVIII веке по своей конфигурации. Ранее назывался Егорьевский переулок по одному из названий церкви — Георгия (Егория) Великомученика на Псковской горе.

## История
Переулок спускался с Варварки к востоку от апсид церкви Покрова Богородицы на Варварке, по приделу называвшейся также Георгия Великомученика на Псковской горе. В переулок выходил сводчатый подклетный этаж этой церкви. Последним сооружением (№ 13) по нечётной стороне переулка была церковь Зачатия Анны, у колокольни которой Кривой переулок соединялся с Мокринским. Кривой переулок и все его дома, за исключением церкви Зачатия Анны, снесли в середине 1960-х годов в связи со строительством в 1964-1967 годах гостиницы "Россия".